# Jekaterina Rogovaja
Ekaterina Rogovaja (Russisch: Екатерина Ивановна Роговая; Moskou, 7 oktober 1995) is een Russisch baanwielrenster, gespecialiseerd in de teamsprint, 500 m tijdrit, keirin en sprint. 

## Belangrijkste resultaten

### Elite
| Jaar       | EK         | WK         | Olympische Spelen | Overig                                                                      |            |
| Als junior | Als junior | Als junior | Als junior        | Als junior                                                                  | Als junior |
| ---------- | ---------- | ---------- | ----------------- | --------------------------------------------------------------------------- | ---------- |
| 2013       | teamsprint | teamsprint |                   |                                                                             |            |
| Als elite  |            |            |                   |                                                                             |            |
| 2019       | teamsprint |            |                   | Europese Spelen: teamsprint · WB Minsk: teamsprint · WB Glasgow: teamsprint |            |
| 2020       | teamsprint |            |                   |                                                                             |            |